# Ishockey
Ishockey er en holdsport, der spilles på is. Det er en af verdens hurtigste sportsgrene, og spilles på enten naturlig is eller kunstig is i haller. Der er 6 spillere på banen fra hvert hold – 1 målmand, 2 backer, højre og venstre back, og 3 forwards, fordelt på 1 højre wing, 1 center og 1 venstre wing. Formålet med spillet er at score mål med en hård gummiskive kaldet en puck. Spillet afvikles over 3 perioder af 20 min, effektiv spilletid, hvis kampen ikke er afgjort efter disse er der forlænget spilletid der kan variere afhængig af reglerne i den enkelte liga.
Holdspil, hvor man slår til et objekt med en bøjet pind/stav har været kendt i mange hundrede år, men ordet hockey optrådte første gang i den 16. århundrede, og ses afbildet på hollandske malerier.
Ordet Ishockey er sammensat af is og hockey, der er lånt fra det engelske hockey, som igen menes at stamme fra det oldfranske ord hoquet (hyrdestav), eller fra det hollandske ord hokkie, der er et slagudtryk for ordet hok (betyder skur eller hundehus, men i daglig tale var et mål).
Der findes en række danske klubber, der er organiseret under Dansk Ishockey Union. I MetalLigaen spiller: Frederikshavn, Aalborg, Herning, Esbjerg, Sønderjyske, Odense, Rungsted, Rødovre og Herlev. 
De mest dominerende lande inden for de sidste år har været: Canada, Rusland, USA, Sverige med sit Tre Kronor, Finland, Tjekkiet og Slovakiet. Danmark spiller nu (2018) i den bedste gruppe, gruppe A, men har tidligere spillet i gruppe B og C.

## Pucken
En puck er en hård sort skive af vulkaniseret gummi, som bruges til at spille ishockey. En standard puck er en tomme tyk (25,36 mm), tre tommer i diameter (76,2 mm) og vejer mellem 5,5 og 6 ounce (156-170 g).

## Banen
En ishockeybane er 61 x 30 meter, og de runde hjørner har en radius på 8,5 meter. Nordamerikanske baner er dog kun 26 meter brede. 
Banen er inddelt i 3 zoner. De to blå linjer deler banen i 3 zoner. Den zone som et hold skal score i kaldes for offensiv zone eller angrebszonen, mens den zone som et hold forsvarer kaldes for defensiv zone eller forsvarszonen. Området imellem de to blå linjer kaldes for neutral zone eller midtzonen. I neutral zone findes den røde linje der deler banen i 2 lige store halvdele. Det er også her at pucken gives op ved periodens start og efter scoringer, det såkaldte face off.

## Spillerpositioner
Målmanden i ishockey har til opgave at stoppe pucken fra at gå i mål. Han er udstyret med en speciel gribehandske i den ene hånd og en block-handske i den anden hånd. I block-handsken holdes målmandens stav der er betydeligt større end de øvrige spilleres stave. Da pucken kan nå hastigheder på over 160 km/t, er målmanden altid iført en hel del ekstra beskyttende udstyr. Især de store benskinner tjener et dobbelt formål, idet de bruges både til at beskytte målmanden og til at stoppe pucken fra at gå i mål.
Backen i ishockey har til hovedopgave at forsvare i sin forsvarszone og derved forhindre modstanderne i at score. Hvert hold spiller med 2 backer, en højre back og en venstre back. En god back kan med hurtige og præcise pasninger ud af sin egen zone til angriberne være med til at starte kontraangreb. Han bør desuden være fysisk stærk, bl.a. så han kan flytte modstandernes angribere væk fra området foran eget mål og derved sikre sin målmand frit udsyn. Han skal dog også bidrage offensivt, ofte med kraftfulde slagskud fra den offensive blå linje, ikke mindst i powerplay. Når Backernes forwards er i angreb er backerne en form for playmakere 
De to wings er de mest offensivt orienterede spillere på isen. De bliver ofte benævnt venstre wing og højre wing alt efter hvilken side af centeren de primært befinder sig. Det er wingens opgave når spillet foregår i angrebszonen at forsøge at erobre pucken og søge frie områder hvor han eller hun kan spilles fri til målchancer. Når spillet er i forsvarszonen er deres primære opgave at dække modstandernes to backer.
Centeren fungerer ofte som bindeled mellem de to backer og de to wings. Det er centerens opgave at forsøge at spille en af de to wings fri til scoring. Han bør også opsøge pladsen foran modstanderens mål når pucken er i angrebszonen med det formål at dække målmandens udsyn når der kommer afslutninger fra backerne og forsøge at score på evt returpucke. I forsvarszonen er det centerens opgave at forsøge at hjælpe sine to backer så meget som muligt, ofte ved at dække modstandernes tredje forward. Det er også centerens opgave at tage face off.

## Ligaer
- National Hockey League (USA/Canada)
- Metal Ligaen (Danmark)
- 1 Division (Danmark)
- Elitserien (Sverige)
- GET-Ligaen (Norge)
- Kontinental Hockey League (Rusland, Kasakhstan, Hviderusland, Letland)
- SM-Liiga (Finland)
- Extraliga (Tjekkiet)
- Extraliga (Slovakiet)
- Deutsche Eishockey-Liga (Tyskland)
- Nationalliga A (Schweiz)